# Андаманская древесная сорока
Андаманская древесная сорока (лат. Dendrocitta bayleii) — вид птиц семейства врановых (Corvidae). Подвидов не выделяют. Эндемик Андаманских островов. Видовое название дано в честь британского государственного деятеля и археолога Эдварда Бэйли (1821—1884).

## Описание
Андаманская древесная сорока является одним из самых мелких представителей рода Dendrocitta, достигает длины около 32 см и массы от 92 до 113 г. Половой диморфизм не выражен. У взрослых особей короткий, мощный клюв, с сильно изогнутым надклювьем. Ноги короткие и слабые. Крылья широкие и укороченные. Хвост очень длинный и ступенчатый, достигает длины 180—206 мм, центральные пары рулевых перьев немного выступают за внешние пары. Голова и верхняя часть шеи тёмно-серые с черноватым оттенком на лице и на лбу. Окраска оперения на нижней части тела тёмно-рыжевато-коричневая, переходящая в серую на верхней части груди и почти каштановую на брюхе. Окраска оперения верхней части тела почти такая же, но более тусклая, с тёмно-коричневым оттенком на затылке и спине. Надхвостье ярко-черного цвета, постепенно переходящий в серый цвет на кроющих хвоста. Крылья чёрные с широкими белыми основаниями первостепенных и второстепенных маховых перьев. Хвост черноватый, за исключением серых оснований центральных рулевых перьев. Клюв серый или серовато-чёрный. Ноги серовато-чёрные, радужная оболочка жёлтая. У молоди рыжевато-коричневая макушка, более красная и тёмная нижняя часть тела с ржавыми краями перьев. Крылья более сероватые с коричневатыми полосами на малых и второстепенных кроющих. Хвост короче и более серый. Радужки сначала оливково-зелёные, затем становятся ярко-зелёными, а затем жёлтыми.

## Распространение и биология
Андаманская древесная сорока является эндемиком Андаманских островов в Индийском океане. Обитает во влажных листопадных и вечнозелёных тропических лесах, обычно держится в среднем и верхнем ярусах. Добывает пищу парами или небольшими семейными группами. Вне сезона размножения часто собираются небольшими группами, иногда насчитывающими до 12—20 особей. Иногда присоединяются к смешанным группам птиц, например, к андаманским дронго (Dicrurus andamanensis).
Андаманская древесная сорока всеядна. В состав рациона входят фрукты, ягоды, семена, нектар, а также беспозвоночные и мелкие позвоночные.
Сезон размножения длится с марта по июнь. Гнездо сооружается из веток и травы, изнутри выстилается тонкими корешками. Размещается на высоте до пяти метров от земли, в густой листве небольшого дерева или кустарника. В кладке 3—6 яиц светло-желтовато-кремового цвета с небольшими коричневыми или серыми пятнами, сосредоточенными на самой широкой части яйца. Птенцы полностью оперяются и покидают гнездо через три недели, становятся самостоятельными через полтора месяца после рождения.